# Élections fédérales canadiennes de 1930
L'élection fédérale canadienne de 1930 (soit la dix-septième élection générale depuis la confédération canadienne de 1867) se déroule le 28 juillet 1930 dans le but d'élire les députés de la dix-septième législature à la Chambre des communes du Canada. Le Parti conservateur de Richard Bedford Bennett remporte un mandat majoritaire, défaisant le Parti libéral dirigé par William Lyon Mackenzie King.

## Contexte
Les premiers signes de la Grande Dépression sont clairement en évidence lors de l'élection de 1930, et le chef conservateur R. B. Bennett fait campagne sur une plateforme de mesures agressives pour la contrer. « Je propose que tout gouvernement dont je suis le chef mettra en œuvre, dès la première session parlementaire, toute action nécessaire pour parvenir à cette fin ou périra dans la tentative », déclare-t-il le 9 juin 1930.
Une des raisons du succès de Bennett se trouve dans la façon dons les libéraux avaient cherché à gérer la crise des taux de chômage grandissants en 1930. En avançant la formule libérale comme la raison pour prospérité économique des années 1920, ils portent également la responsabilité pour les conséquences du krach de la bourse américaine.

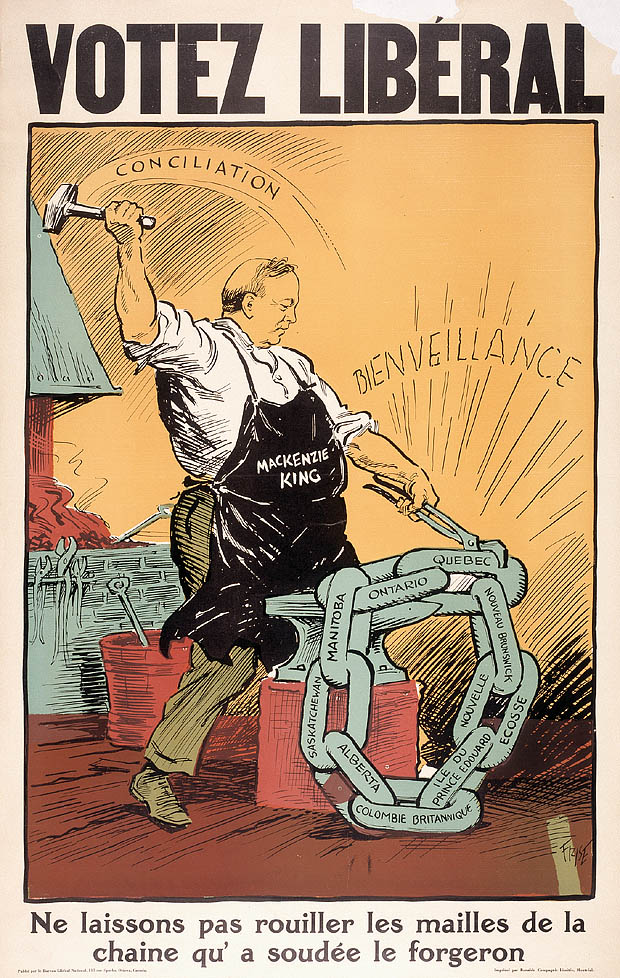
Affiche électorale du Parti libéral, dépeignant King en forgeron

King est apparemment inconscient du chômage grandissant qui annonce l'arrivée des années 1930, et continue de vanter la part jouée par son gouvernement dans la prospérité canadienne. Les demandes d'aide reçoivent en retour, pour toute réponse, des accusations de faire partie de la grande « conspiration Tory ». Avec le recul, le raisonnement de King peut être compris : les maires de l'ouest et les premiers ministres provinciaux qui avaient adressé des demandes d'aide financière à King étaient très majoritairement du Parti conservateur — dans le cas des premiers ministres, sept sur neuf. King conclut donc dans les débats parlementaires que l'aide sociale était une compétence provinciale, et le fait qu'il ne croyait pas au problème de chômage lui fait croire que les demandes d'aide au fédéral ne n'agissaient que de manœuvres politiques. Très certainement, les conservateurs fédéraux ont exagéré l'étendue de la Dépression dans ses premières phases dans le but d'attaquer le gouvernement de King.
Plusieurs autres facteurs contribuent à la défaite de King. Même si l'obtention de fonds  — parfois de sources douteuses comme il fut démontré dans le scandale de la Beauharnois — ne pose aucun problème[réf. nécessaire], la machine électorale des libéraux n'est plus aussi efficace qu'auparavant, principalement à cause de l'âge et du mauvais état de santé de plusieurs stratèges. La campagne de King est ponctuée de difficultés ; chaque nouvel arrêt semble l'accueillir avec une nouvelle gaffe.

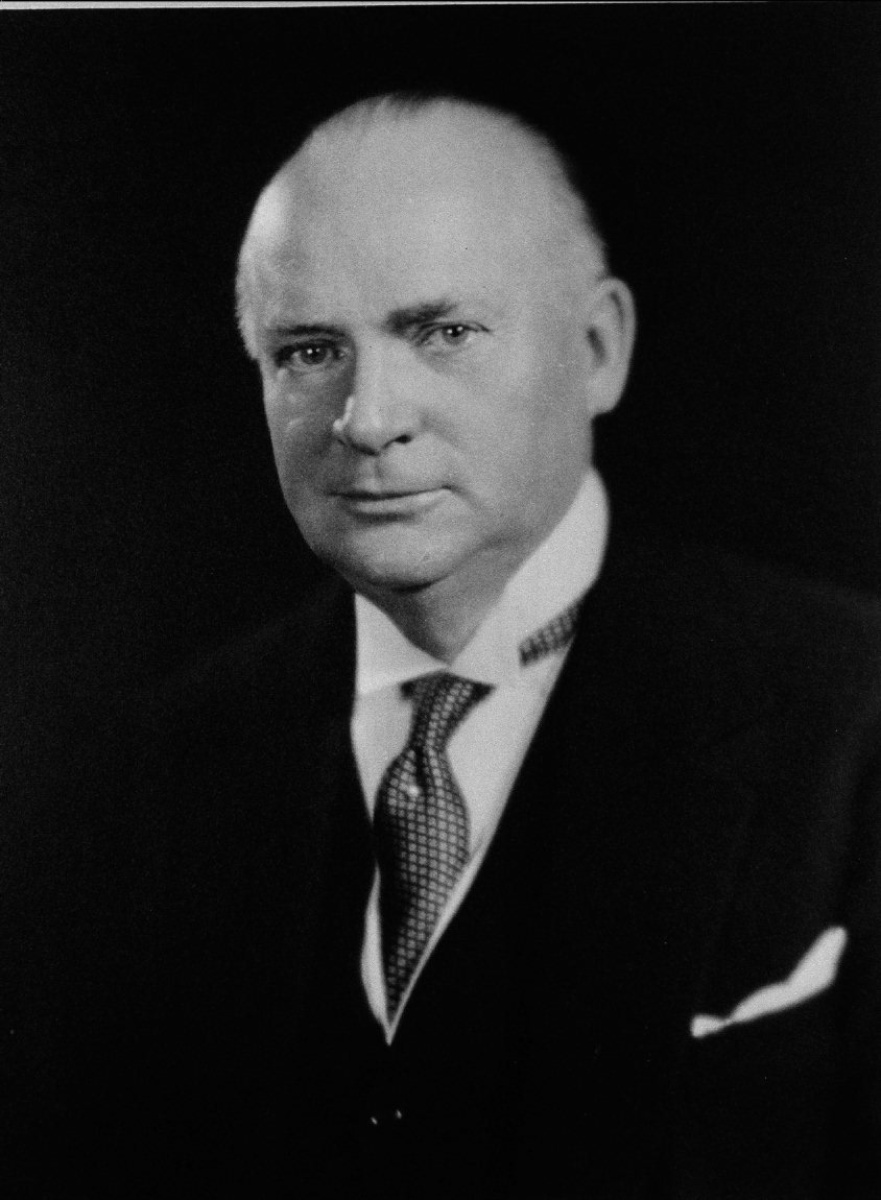
Richard Bedford Bennett

Les conservateurs de Bennett, quant à eux, sont électriques. Bennett était un homme qui avait fait sa propre fortune et avait pratiquement rebâti son parti (en bonne partie avec ses propres fonds) et développé une machine électorale capable de rivaliser celle des libéraux. Les tories font bon usage de leur organisation supérieure. Ils achètent des journaux dans des endroits stratégiques (notamment les bastions libéraux dans l'Ouest et au Québec) et s'assurent de leur faire suivre une ligne éditoriale favorisant les conservateurs. Dans cette première élection où la radio a joué un rôle important, la voix vibrante et emplie de zèle de Bennett était de loin préférable à celle de King. (La machine conservatrice s'assure en même temps que le meilleur temps d'antenne sont disponibles seulement pour Bennett). La politique de Bennett prônant les tarifs douaniers est extrêmement populaire dans les forteresses libérales de l'Ouest et du Québec. Dans le premier, la production agricole avait souffert par la surproduction mondiale, et certains groupes agricoles au Québec appuient ferment la politique protectionniste de Bennett. Les conservateurs de Bennett remportent une bonne partie des voix qui allaient auparavant aux progressistes et aux United Farmers dans l'Ouest, et ils sont élus avec 44 % des suffrages au Québec.
Les électeurs canadiens conduisent Bennett et ses conservateurs au pouvoir avec un gouvernement majoritaire de 134 sièges à la Chambre des communes. Les libéraux doivent se contenter de former l'Opposition officielle avec leurs 90 sièges ; le Parti progressiste n'en obtient que 3.
Malheureusement pour Bennett, la Grande Dépression amène des problèmes complexes aux politiciens et une pauvreté extrême pour beaucoup de Canadiens. Le Parti conservateur est défait lors de l'élection de 1935 et William Lyon Mackenzie King revient au pouvoir à la tête d'un autre gouvernement libéral.

## Résultats

### Pays
|                                                                                  |                           |                          |                |        |        |              |           |         |              |
| Parti                                                                            | Parti                     | Chef                     | # de candidats | Sièges | Sièges | Sièges       | Voix      | Voix    | Voix         |
| Parti                                                                            | Parti                     | Chef                     | # de candidats | 1926   | Élus   | % Changement | #         | %       | % Changement |
|                                                                                  | Conservateur              | R.B. Bennett             | 229            | 91     | 134    | +69,6 %      | 1 863 115 | 47,79 % | +3,07 %      |
|                                                                                  | Libéral                   | Mackenzie King           | 226            | 116    | 90     | -21,1 %      | 1 716 798 | 44,03 % | +1,29 %      |
|                                                                                  | United Farmers of Alberta |                          | 10             | 11     | 9      | -18,2 %      | 56,968    | 1,46 %  | -0,55 %      |
|                                                                                  | Progressiste              |                          | 15             | 11     | 3      | -72,7 %      | 70,822    | 1,82 %  | -2,41 %      |
|                                                                                  | Libéral-progressiste      |                          | 8              | 8      | 3      | -62,5 %      | 44 822    | 1,15 %  | -0,94 %      |
|                                                                                  | Travailliste              | J. S. Woodsworth         | 8              | 4      | 2      | -50,0 %      | 26 548    | 0,68 %  | -0,95 %      |
|                                                                                  | Indépendant               | Indépendant              | 11             | 2      | 2      | -            | 21 608    | 0,55 %  | -0,30 %      |
|                                                                                  | Progressiste-conservateur |                          | 2              | -      | 1      |              | 15 996    | 0,41 %  | +0,18 %      |
|                                                                                  | Travailliste indépendant  | Travailliste indépendant | 2              | *      | 1      | *            | 15 988    | 0,41 %  | *            |
|                                                                                  | Libéral indépendant       | Libéral indépendant      | 8              | 1      | -      | -100 %       | 14,426    | 0,37 %  | -0,25 %      |
|                                                                                  | Farmer                    |                          | 5              | *      | -      | *            | 11 999    | 0,31 %  | *            |
|                                                                                  | Conservateur indépendant  | Conservateur indépendant | 6              | -      | -      | -            | 10 360    | 0,27 %  | -0,07 %      |
|                                                                                  | Inconnu                   | Inconnu                  | 2              | -      | -      | -            | 7 441     | 0,19 %  | +0,08 %      |
|                                                                                  | Libéral-travailliste      |                          | 1              | -      | -      | -            | 7 195     | 0,18 %  | +0,05 %      |
|                                                                                  | Communiste                | Tim Buck                 | 6              | *      | -      | *            | 4 557     | 0,12 %  | *            |
|                                                                                  | Labour-Farmer             |                          | 2              | -      | -      | -            | 3 276     | 0,08 %  | +0,04 %      |
|                                                                                  | Libéral-protectionniste   |                          | 1              | *      | -      | *            | 2 723     | 0,07 %  | *            |
|                                                                                  | Farmer-Labour             |                          | 1              | *      | -      | *            | 2 091     | 0,05 %  | *            |
|                                                                                  | Progressiste indépendant  | Progressiste indépendant | 1              | *      | -      | *            | 1 294     | 0,03 %  | *            |
|                                                                                  | Franc Lib                 |                          | 1              | *      | -      | *            | 429       | 0,01 %  | *            |
|                                                                                  | Prohibitionniste          |                          | 1              | *      | -      | *            | 266       | 0,01 %  | *            |
| Total                                                                            | Total                     | Total                    | 546            | 245    | 245    | -            | 3 898 722 | 100 %   |              |
| Sources : http://www.elections.ca — Historique des circonscriptions despuis 1867 |                           |                          |                |        |        |              |           |         |              |

Note :
* Le parti n'a pas présenté de candidats lors de l'élection précédente.

### Par province
| Parti                                 | Parti                     | Parti        | C-B    | AB     | SK     | MB     | ON     | QC     | N-B    | N-É    | ÎPE    | YK     | Total  |
| ------------------------------------- | ------------------------- | ------------ | ------ | ------ | ------ | ------ | ------ | ------ | ------ | ------ | ------ | ------ | ------ |
|                                       | Conservateur              | Sièges :     | 7      | 4      | 6      | 10     | 59     | 24     | 10     | 10     | 3      | 1      | 134    |
|                                       | Conservateur              | Voix (%) :   | 49,3 % | 35,0 % | 33,6 % | 44,1 % | 53,9 % | 43,7 % | 59,3 % | 52,5 % | 50,0 % | 60,3 % | 47,8 % |
|                                       | Libéral                   | Sièges :     | 5      | 3      | 13     | 1      | 22     | 40     | 1      | 4      | 1      | -      | 90     |
|                                       | Libéral                   | Voix (%) :   | 40,9 % | 30,0 % | 48,4 % | 19,6 % | 42,4 % | 53,2 % | 40,7 % | 47,5 % | 50,0 % | 39,7 % | 44,0 % |
|                                       | United Farmers            | Sièges :     |        | 9      |        |        |        |        |        |        |        |        | 9      |
|                                       | United Farmers            | Voix (%) :   |        | 28,4 % |        |        |        |        |        |        |        |        | 1,5 %  |
|                                       | Progressiste              | Sièges :     |        | -      | 2      | -      | 1      |        |        |        |        |        | 3      |
|                                       | Progressiste              | Voix (%) :   |        | 1,9 %  | 8,1 %  | 6,4 %  | 1,8 %  |        |        |        |        |        | 1,8 %  |
|                                       | Libéral-progressiste      | Sièges :     |        |        | -      | 3      |        |        |        |        |        |        | 3      |
|                                       | Libéral-progressiste      | Voix (%) :   |        |        | 2,1 %  | 16,2 % |        |        |        |        |        |        | 1,2 %  |
|                                       | Travailliste              | Sièges :     |        | -      |        | 2      | -      |        |        |        |        |        |        |
|                                       | Travailliste              | Voix (%) :   |        | 3,0    |        | 8,4    | 0,1    |        |        |        |        |        | 0,7    |
|                                       | Indépendant               | Sièges :     | 1      |        | -      |        | -      | 1      |        |        |        |        | 2      |
|                                       | Indépendant               | Voix (%) :   | 2,6    |        | 3,5    |        | 0,1    | 0,3    |        |        |        |        | 0,6    |
|                                       | Progressiste-conservateur | Sièges :     |        |        |        | 1      |        | -      |        |        |        |        | 1      |
|                                       | Progressiste-conservateur | Voix (%) :   |        |        |        | 2,7    |        | 1,0    |        |        |        |        | 0,4    |
|                                       | Travailliste indépendant  | Sièges :     | 1      |        |        | -      |        |        |        |        |        |        | 1      |
|                                       | Travailliste indépendant  | Voix (%) :   | 6,5    |        |        | 0,1    |        |        |        |        |        |        | 0,4    |
| Total sièges                          | Total sièges              | Total sièges | 14     | 16     | 21     | 17     | 82     | 65     | 11     | 14     | 4      | 1      | 245    |
| Partis n'ayant remporté aucun siège : |                           |              |        |        |        |        |        |        |        |        |        |        |        |
|                                       | Libéral indépendant       | Voix (%) :   |        |        |        | 0,4    |        | 1,3    |        |        |        |        | 0,4    |
|                                       | Farmer                    | Voix (%) :   |        |        | 3,6    |        |        |        |        |        |        |        | 0,3    |
|                                       | Conservateur indépendant  | Voix (%) :   |        |        |        | 1,2    | 0,5    | 0,1    |        |        |        |        |        |
|                                       | Inconnu                   | Voix (%) :   |        |        |        |        | 0.5    |        |        |        |        |        | 0,2    |
|                                       | Libéral-travailliste      | Voix (%) :   |        |        |        |        | 0,5    |        |        |        |        |        | 0,2    |
|                                       | Communiste                | Voix (%) :   | 0,4    |        |        | 0,9    | 0,1    |        |        |        |        |        | 0,1    |
|                                       | Travailliste-Farmer       | Voix (%) :   |        | 0,6    |        |        |        |        |        |        |        |        | 0,1    |
|                                       | Libéral-protectionniste   | Voix (%) :   |        |        |        |        |        | 0,3    |        |        |        |        | 0,1    |
|                                       | Farmer-travailliste       | Voix (%) :   |        |        | 0,6    |        |        |        |        |        |        |        | 0,1    |
|                                       | Progressiste indépendant  | Voix (%) :   |        |        |        |        |        | 0,1    |        |        |        |        | xx     |
|                                       | Franc Lib                 | Voix (%) :   | 0,2    |        |        |        |        |        |        |        |        |        | xx     |
|                                       | Prohibitionniste          | Voix (%) :   | 0,1    |        |        |        |        |        |        |        |        |        | xx     |

- xx - moins de 0,05 % des suffrages